# Cerdistus maculatus
Cerdistus maculatus là một loài ruồi trong họ Asilidae. Cerdistus maculatus được White miêu tả năm 1914.